# Zygodon leptobolax
Zygodon leptobolax är en bladmossart som beskrevs av C. Müller 1899. Zygodon leptobolax ingår i släktet ärgmossor, och familjen Orthotrichaceae. Inga underarter finns listade i Catalogue of Life.